# Geo. W. Proctor
George Wyatt Proctor (geboren am 8. Dezember 1946 in Lampasas, Texas; gestorben am 3. August 2008 in Arlington, Texas) war ein amerikanischer Schriftsteller und Journalist, bekannt vor allem als Science-Fiction-Autor Geo. W. Proctor.

## Leben
Proctor wuchs auf einer texanischen Pferderanch auf. Sein Vater Willard Proctor war Trainer für Rennpferde und oft unterwegs. Proctor besuchte die Schule in Gilmer und studierte anschließend Journalismus an der Texas Tech University, wo er 1969 mit dem Bachelor abschloss. Im gleichen Jahr heiratete er seine Frau Lana, mit der zusammen er 1971/1972 das SF-Fanzine Citadel herausgab.
Nach seinem Studium arbeitete Proctor fünf Jahre als Polizei- und Gerichtsreporter bei The Dallas Morning News, bevor er beschloss, fortan als freier Schriftsteller zu arbeiten. Eine erste SF-Kurzgeschichte Gift Hearse war 1973 im US-Ableger von Perry Rhodan erschienen. Es folgten 1974 The Coming of Cormac, ein Softporno-Fantasy-Roman, und The Flesh Hunters, ebenfalls Softporno. Proctors erster eigentlicher SF-Roman war der 1978 erschienene The Esper Transfer, in dem der Protagonist ein mit diversen Gefahren konfrontierter Telepath ist. Hier, wie auch in weiteren Büchern Proctors, sind Telepathie und Kommunikation zentrale Themen, so auch in dem folgenden Roman Shadowman (1980), der als Der Schattenmann auch deutsch erschien. Zusammen mit Andrew J. Offutt schrieb er unter dem Pseudonym John Cleve zwei erotische SF-Romane der Spaceways-Serie und zusammen mit Robert E. Vardeman die Fantasy-Serie Swords of Raemllyn. Außerdem schrieb er zwei Tie-ins zur Fernsehserie V – Die außerirdischen Besucher kommen. 1976 gab er mit Steven Utley die Anthologie Lone Star Universe – Speculative Fiction from Texas heraus.
Außer Science-Fiction verfasste Proctor eine Reihe von Westernromanen, meist unter dem Pseudonym Zach Wyatt, darunter die Serie The Texians. Er wurde zweimal für den Spur Award der Western Writers of America nominiert, 1993 für Before Honor und 1996 für Blood of My Blood.
Nebenbei arbeitete Proctor auch als Illustrator und Cover-Künstler, so stammte das Cover von Heavy Metal im November 1977 von ihm.
Während seiner letzten 12 Jahre war Proctor Dozent für Werbung, Kommunikation und Journalismus an der University of Texas at Arlington (UTA). Proctor starb überraschend im Alter von 61 Jahren kurz nach der Rückkehr von einem Urlaub in Florida. Zur Ehrung seines Andenkens wurde ein Stipendium für Studenten der Kommunikationswissenschaften an der UTA gestiftet.

## Bibliografie
Die Serien sind nach dem Erscheinungsjahr des ersten Teils geordnet.
Spaceways
(mit Andrew J. Offutt, als John Cleve)
- 7 The Manhuntress (1982)
- 10 The Yoke of Shen (1983)

The Texians
(als Zach Wyatt)
- The Texians (1984)
- The Horse Marines (1984)
- War Devils (1984)
- Blood Moon (1985)
- Death’s Shadow (1985)
- Comanche Ambush (1985)

Swords of Raemllyn
(mit Robert E. Vardeman)
- 1 To Demons Bound (1985)
- 2 A Yoke of Magic (1985)
- 3 Blood Fountain (1985)
- 4 Death’s Acolyte (1986)
- 5 The Beasts of the Mist (1986)
- 6 For Crown and Kingdom (1987)
- 7 Blade of the Conqueror (1995)
- 8 The Tombs of A’bre (1995)
- 9 The Jewels of Life (1995)
- Swords of Raemllyn: Book 1 (1992, Sammelband 1–3)
- Swords of Raemllyn: Book 2 (1992, Sammelband)
- Swords of Raemllyn: Book 3 (1995, Sammelband)

V
(Tie-ins zur Fernsehserie V – Die außerirdischen Besucher kommen)
- 4 The Chicago Conversion (1985)
  - Deutsch: V – die Ausserirdischen : Teil 3 : Rote Wolken über Chicago. Übersetzt von Andreas Brandhorst. Goldmann TB #23713, 1988, ISBN 3-442-23713-0.
- 11 The Texas Run (1985)

Einzelromane
- The Coming of Cormac (1974, als Caer Ged)
- The Flesh Hunters (1974, als Lee Wyatt)
- The Esper Transfer (1978)
- Shadowman (1980)
  - Deutsch: Der Schattenmann. Übersetzt von Ulrich Kiesow. Moewig Science Fiction #3663, 1985, ISBN 3-8118-3663-3.
- Fire at the Center (1981)
- Enemies (1983)
- Starwings (1984)
- Ride for Vengeance (1989)
- Stellar Fist (1989)
- Walks without a Soul (1990)
- Comes the Hunter (1992)

Kurzgeschichten
- Gift Hearse (1973)
- Paper Work (1973)
- The Migration (1976)
- The Smile of Oisia (1977)
- A Kingdom Won (1978)
  - Deutsch: Nalcon von Paldrid. In: Andrew J. Offutt (Hrsg.): Atlantis ist überall. Goldmann Fantasy #23802, 1981, ISBN 3-442-23802-1.
- Death’s Sweet Promise (1979)
- The Night of the Piasa (1979, mit J. C. Green)
- The Good Is Oft Interred (1981)
- The Gift of Life, the Debt of Death (1982)